# Vícejádrový procesor

Schema obecného dvojjádrového procesoru, s lokální cache 1. úrovně, a sdílenou, integrovanou cache 2. úrovně.

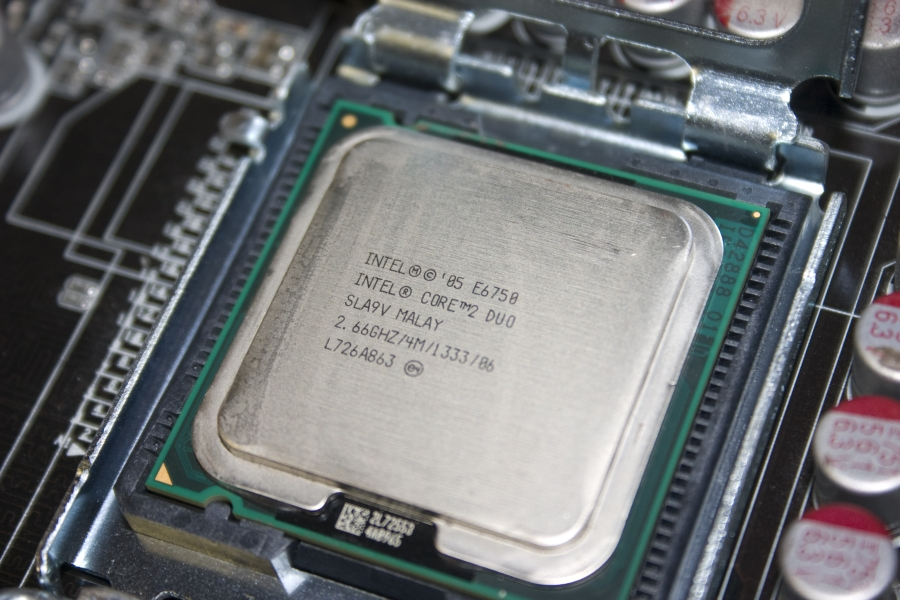
An Intel Core 2 Duo E6750 dvojjádrový procesor.

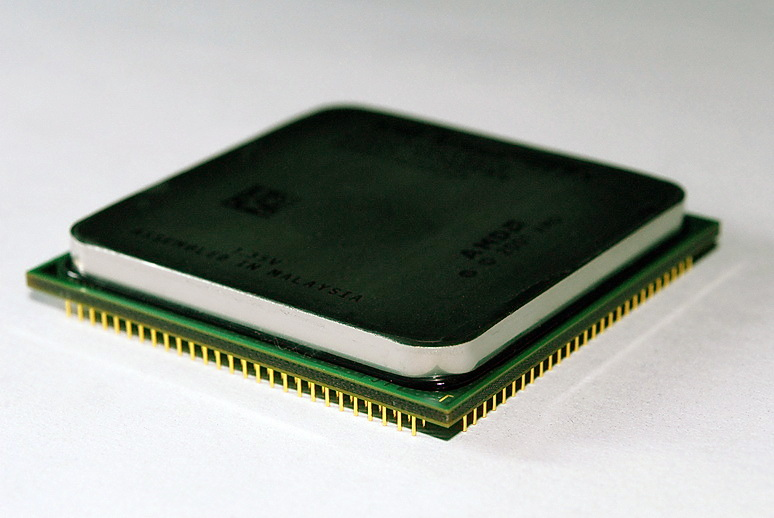
An AMD Athlon X2 6400+ dvojjádrový procesor.

Vícejádrový procesor je mikroprocesor, který v jednom pouzdře nebo na jednom čipu integruje více CPU, říkáme jader. Obvykle jde o jádra, která jsou vzájemně programově kompatibilní a mohou tak snáze spolupracovat. Jejich společná činnost (součinnost) se nazývá multitasking, případně multithreading. U vícejádrových procesorů je dobrá součinnost jader důležitá, protože umožňuje využít celý systém v maximální možné míře. Spolupráce jader se obecně (v rámci mikropočítače) děje prostřednictvím operační paměti (RAM). Přirozené zefektivnění spolupráce jader nastává v případě společně sdílené paměti cache, která umožňuje další zlepšení spolupráce příslušných jader. Pro využití vícejádrových procesorů (vlastně víceprocesorových systémů) je obvykle třeba podpora ze strany operačního systému. V současné době to však znamená podporu většinu systémů, včetně aktuálních systémů Microsoft Windows, Apple macOS, Linux, FreeBSD, NetBSD, DragonFly BSD a další.

## Historie
Během existence počítačových systémů, se zjistilo, že je dobré, aby počítač podporoval spuštění více programů (úloh) najednou, této schopnosti říkáme multitasking. Multitasking mj. umožňuje, aby z pohledu uživatele běželo několik nezávislých programů souběžně (ve skutečnosti to tak být nemusí).
V případě spuštění více programů najednou na víceprocesorovém systému však dojde k zefektivnění práce, jak počítače, tak uživatele.
Dalším zlepšením byla podpora více vláken, což je multithreading. Vlákno je součást každého procesu, každý proces má alespoň jedno vlákno. Vlákno je v podstatě podproces, každý proces má alespoň jedno vlákno, přičemž počet vláken v rámci procesu lze rychle měnit. Umožňuje jednomu procesu (obvykle programu), využít spolupráce více CPU najednou a tím urychlit a/nebo zjednodušit celý program.
Mikroprocesory s jediným CPU jádrem časem vyčerpaly většinu rezerv pro své zdokonalování a tak několik firem (jako například IBM a AMD) přišlo s myšlenkou integrace několika shodných CPU (jader) na jeden čip (spolu s podpůrnými obvody). Zkusili nabídnout dvě a více CPU (jader) na jednom čipu, které by mohly úzce spolupracovat díky multitaskingu a multithreadingu a přitom byly dostupnější než víceprocesorový systém. Vznikl tak vícejádrový mikroprocesor.
Vícejádrový procesor se navenek chová jako již uvedený víceprocesorový systém. Software (programy) tak mohou vícejádrový systém s výhodou používat, stejně jako dříve víceprocesorové systémy s několika jednojádrovými procesory.

## Terminologie
Základním kamenem každého počítače je/jsou CPU (centrální procesorová jádra). Ta ve spolupráci s dalšími součástkami jako GPU, DSP, pamětmi ROM a RAM, a dalšími tvoří mikropočítač.

## Výhody
Z vícejádrových procesorů těží zejména uživatel, jehož software je napsán pro víceprocesorové systémy (a tedy i vícejádrové procesory).

## Nevýhody
Pokud software (zejména operační systém, ale i další) není vytvořen s přihlédnutím k běhu na vícejádrovém procesoru, nemusí z přítomnosti dalších CPU (jader) těžit.